# Rally de Ourense de 1999
El Rally de Ourense de 1999, oficialmente 32.º Rally de Ourense, fue la trigésimo segunda edición y la sexta ronda de la temporada 1999 del Campeonato de España de Rally. Se celebró del 18 al 20 de junio.

## Clasificación final
| Pos. | Piloto                | Copiloto                 | Automóvil                   | Tiempo  | Diferencia |
| ---- | --------------------- | ------------------------ | --------------------------- | ------- | ---------- |
| 1.   | Jesús Puras           | Marc Martí               | Citroën Xsara Kit Car       | 1:44:47 | 0.0        |
| 2.   | Luis Monzón           | José Carlos Déniz        | Peugeot 306 Maxi            | 1:47:20 | +2:33      |
| 3.   | David Guixeras        | Jordi Mercader           | Citroën Saxo Kit Car        | 1:52:38 | +7:51      |
| 4.   | Miguel Martínez-Conde | Felipe Alonso            | Mitsubishi Carisma GT Evo V | 1:53:11 | +8:24      |
| 5.   | Iñaki Goiburu         | José Vicente Medina      | Citroën Saxo Kit Car        | 1:54:15 | +9:28      |
| 6.   | Germán Castrillón     | Estrella Castrillón      | Mitsubishi Lancer Evo IV    | 1:55:53 | +11:06     |
| 7.   | Óscar Outeiriño       | Ramón Pereira            | Subaru Impreza 555          | 1:56:08 | +11:21     |
| 8.   | Roberto Solís         | Francisco Javier Álvarez | Peugeot 106 Rallye          | 1:59:24 | +14:37     |
| 9.   | Manuel Cabo           | Francisco J. Rodríguez   | SEAT Ibiza GTi 16V          | 1:59:29 | +14:42     |
| 10.  | Amador Vidal          | Francisco Lema           | Peugeot 106 Rallye          | 1:59:30 | +14:43     |